# Americana de Televisión
Americana de Televisión (más conocida por su acrónimo ATEL) fue un canal de televisión abierta venezolano, propiedad de la Organización Cromos, lanzado en febrero del 2003.
El 15 de junio de 2013, el canal fue cerrado supuestamente por órdenes de CONATEL por su postura política en contra del gobierno venezolano, sin embargo otros medios apuntan que el cierre fue causado presuntamente por deudas millonarias que llevaron al canal a su cierre.
Actualmente, ATEL se dedica a producir programas de televisión para su difusión en otros canales como lo son Telecolor, Ciudad TV, Aventura TV y Canal I.